# Accademia dei Granelleschi
L'Accademia dei Granelleschi fu fondata a Venezia nel 1747 da un gruppo di letterati di cui facevano parte Carlo e Gasparo Gozzi e Giuseppe Baretti. Mecenate dell'accademia fu Daniele Filippo Farsetti, giovane patrizio veneto nel cui palazzo si svolgevano le adunanze. 
Di indirizzo conservatore e classicista, difese la purezza della lingua, che doveva seguire il modello degli antichi scrittori toscani, in aperta polemica con la cultura illuministica e l'imbarbarimento della lingua causato dall'influenza francese. Nella disputa sul teatro tra Carlo Gozzi e Carlo Goldoni prese le difese del primo.
L'Accademia dei Granelleschi si sciolse nel 1762.